# Julian Asquith (2e comte d'Oxford et Asquith)
Julian Edward George Asquith (22 avril 1916 - 16 janvier 2011) est un administrateur colonial britannique et un pair héréditaire, titré 2e comte d'Oxford et Asquith. 

## Jeunesse et formation
Il est le fils unique de Raymond Asquith, avocat, et de son épouse, Katharine Horner. Il est le petit-fils de Herbert Henry Asquith, Premier ministre britannique de 1908 à 1916. Les deux sœurs aînées de Lord Oxford sont toutes les deux mortes avant lui; la plus jeune est Lady Perdita Rose Mary Asquith, plus tard Lady Hylton (1910–1996), qui est mariée à William Jolliffe, 4e baron Hylton et est la grand-mère de l'actrice Anna Chancellor. 
Il hérite du comté en 1928 à la mort de son grand-père, puisque son père a été tué pendant la Première Guerre mondiale. Il est élevé en tant que catholique après la conversion de sa mère au catholicisme romain en 1923 et fait ses études à l'école St Ronan et au Collège Ampleforth. Il entre au Balliol College d'Oxford, où il obtient un baccalauréat ès arts et une maîtrise ès arts. En 1936, il assiste à l'ouverture du nouveau bâtiment de Campion Hall, une institution catholique au sein de l'Université, avec le duc d'Albe, ambassadeur d'Espagne à Londres, et Alban Goodier SJ, l'ancien archevêque de Bombay . 
En 1940, Asquith entre dans le Royal Engineers et sert avec le 3e Escadron de campagne en Égypte . De 1942 à 1948, il est commissaire adjoint de district en Palestine. 

## Carrière
Après la guerre, Lord Oxford poursuit une carrière diplomatique. Il est vice-président secrétaire de l'administration britannique de la Tripolitaine de 1949 à 1950, directeur de la Tripolitaine intérieure en 1951 et conseiller du premier ministre de la Libye en 1952. En 1955, il est secrétaire administratif de Zanzibar et de 1958 à 1962, administrateur de Sainte-Lucie. Il est nommé Compagnon de l'Ordre de St Michael et St George en 1961. 
Il est gouverneur et commandant en chef des Seychelles de 1962 à 1967, et commandant du territoire britannique de l'océan Indien de 1965 à 1967. En 1964, il est promu Chevalier Commandeur de l'Ordre de Saint-Michel et Saint-George. Il est commandant constitutionnel des Îles Caïmans en 1971 et des Îles Turques-et-Caïques de 1973 à 1974. 

## Mariage et enfants
Lord Oxford épouse Anne Mary Celestine Palairet, fille de Michael Palairet (1882–1956) et de son épouse Mary de Vere Studd, le 28 août 1947 à l'Oratoire de Brompton. Anne Oxford est également catholique romaine via les conversions de ses parents. 
Lord et Lady Oxford ont cinq enfants: deux fils, tous deux diplomates, et trois filles :
- (Mary) Annunziata Asquith (née le 28 juillet 1948), compagne de Patrick Anson (5e comte de Lichfield)
- Katharine Rose Celestine Asquith (née le 1er octobre 1949), en 1970, épouse Adam Ridley (en)[5], divorcée en 1976[6]; remariée en 1985 à Nathaniel Page, fils de John Page [7]
- Raymond Benedict Bartholomew Asquith, 3e comte d'Oxford et Asquith (né le 24 août 1952)
- Clare Perpetua Frances Asquith (née le 28 mars 1955)
- Dominic Asquith (en), (né le 7 février 1957), ancien ambassadeur britannique en Irak, en Égypte et en Libye.

Lord Oxford hérite du domaine de Mells Manor de sa mère Katharine Asquith, fille cadette de John Horner, de Mells et de son épouse Lady Frances Horner (en) (née Graham). 
La comtesse d'Oxford et Asquith est décédée en 1998. Le comte est décédé, âgé de 94 ans, le 16 janvier 2011 . Son fils aîné, Raymond (né en 1952), ancien diplomate britannique et élu membre héréditaire de la Chambre des lords lui succède à ses titres de pairie, qu'il détenait depuis plus de quatre-vingts ans.

### Sources
- « Nécrologie: la comtesse d'Oxford et d'Asquith », Daily Telegraph, 1998.
- John Joliffe. "Obituary: The Countess of Oxford and Asquith" The Independent, 7 septembre 1998